# Asàs
Asàs (francès Azas) és un municipi occità del Llenguadoc, al Tolosà, situat al departament de l'Alta Garona i a la regió d'Occitània.